# Campus

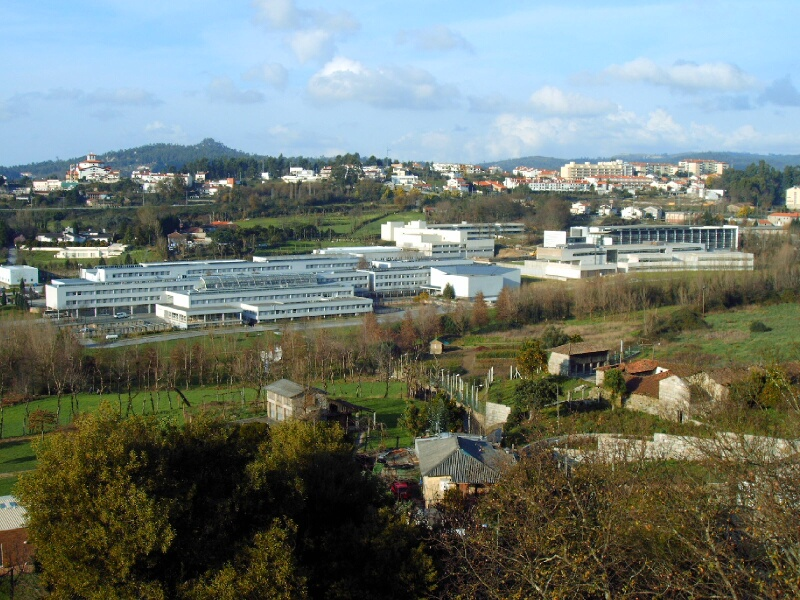
Campus de Azurém de la Universidad del Miño, en Guimarães, Portugal.

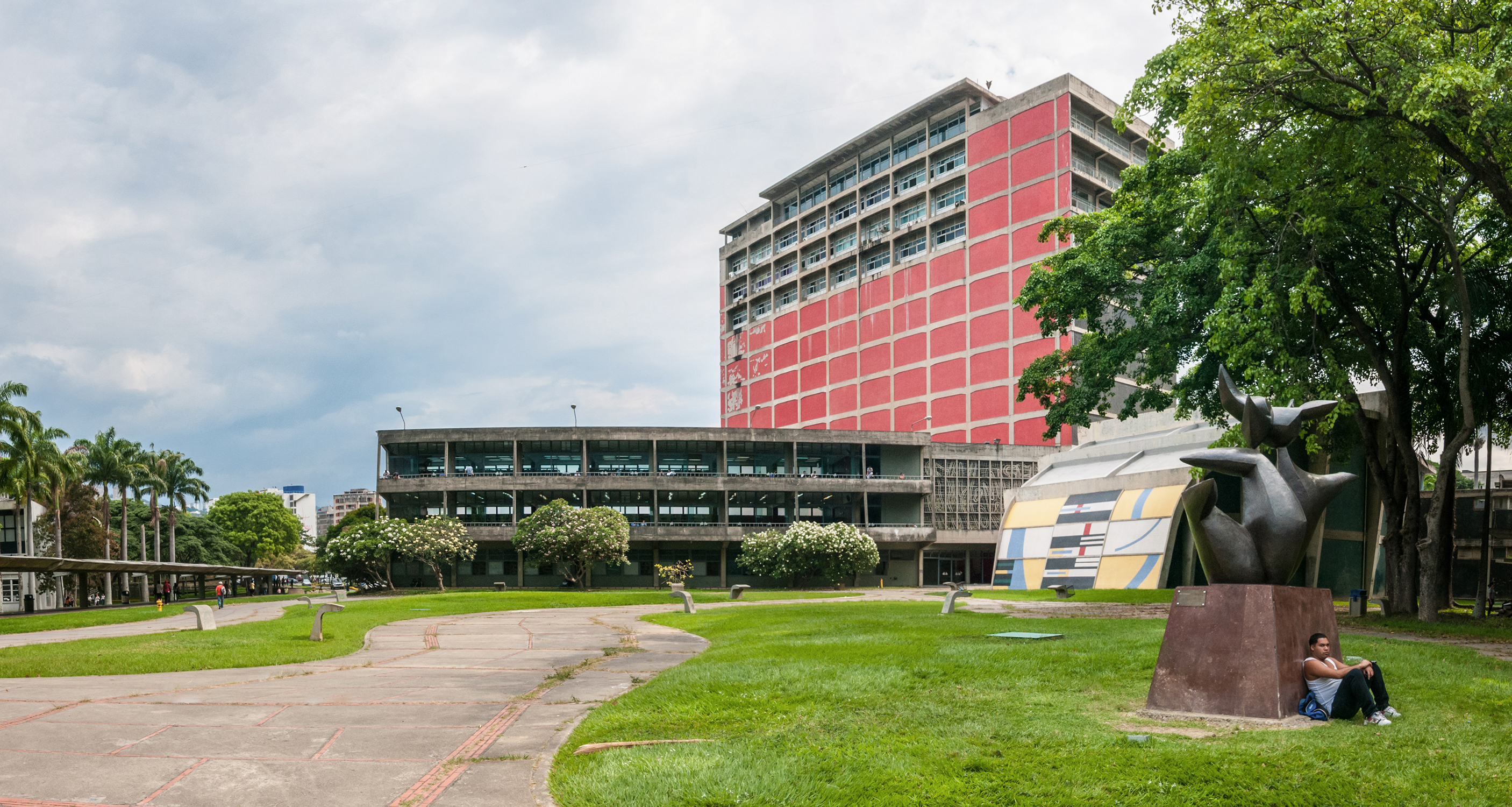
Biblioteca Central en la Ciudad Universitaria de Caracas, campus principal de la Universidad Central de Venezuela.

Un campus es el conjunto de terrenos y edificios que pertenecen a una universidad. El término proviene del inglés campus, y este a su vez del latín campus, llanura. Se empezó a utilizar en español a mediados del siglo XX y es invariable en plural. También formalmente llamado "recinto universitario".
El Campus incluye todas las propiedades de una universidad, incluido el conjunto de edificios que la forman. Generalmente un campus incluye las bibliotecas, las facultades y escuelas, las aulas, las residencias para los estudiantes, las zonas deportivas y las áreas de esparcimiento como cafeterías, tiendas, jardines y parques.
La palabra se comenzó a utilizar durante las primeras décadas del siglo XVIII para describir un espacio urbano particular del College of New Jersey (actual Universidad de Princeton), siguiendo la tradición medieval de los colegios mayores europeos de estudiar, vivir y trabajar en claustros exclusivos. Otras universidades adoptaron luego el término para describir terrenos concretos en sus propias instituciones, pero todavía la palabra campus no describía la totalidad de las propiedades universitarias. Es en el siglo XX cuando el significado se expande realmente, para englobar el conjunto de edificios universitarios de servicios, docencia e investigación y los terrenos que los engloban.
Uno de los primeros campus modernos de España fue el de la Ciudad Universitaria de Madrid, creado para la entonces Universidad Central (la actual Universidad Complutense de Madrid), promovido por el rey Alfonso XIII a semejanza de los campus británicos que se encontraban en pleno auge.
Por extensión, en algunas universidades, los servicios de intranet o Internet, que completan la infraestructura docente, se reúnen en los llamados campus virtuales.

## Historia
La tradición de un campus comenzó con las universidades medievales europeas donde los estudiantes y profesores vivían y trabajaban juntos en un entorno claustro. La noción de la importancia del entorno para la vida académica emigró más tarde a América, y las primeras instituciones educativas coloniales se basaban en el sistema colegial escocés e inglés.
El campus evolucionó desde el modelo claustral en Europa hasta un conjunto diverso de estilos independientes en Estados Unidos. Los primeros colleges coloniales se construyeron todos en estilos propios, con algunos contenidos en edificios individuales, como el campus de la Universidad de Princeton o dispuestos en una versión del claustro que reflejaba los valores americanos, como el de Harvard. Tanto los diseños de los campus como la arquitectura de las universidades de todo el país han evolucionado en respuesta a las tendencias del mundo en general, y la mayoría de ellos representan diferentes estilos y disposiciones contemporáneas e históricas.

## Adaptación en la acepción del término
En EE. UU., el significado original se mantuvo hasta la década de 1950, pero se fue trasladando gradualmente a todo el complejo universitario. Allí, otras instituciones como empresas u hospitales también utilizaron el término para su sitio, presumiblemente para utilizar su sentido positivo o para referirse al carácter investigativo de sus actividades. Un ejemplo es el campus de Microsoft en Redmond, Washington; aquí se dio la estructura de un conjunto rodeado de vegetación en las afueras de la ciudad. En Alemania, el término ahora también se usa sin referencia a la universidad, por ejemplo, en edificios de oficinas.
Recientemente, el término también se ha ampliado en Alemania y ahora se usa generalmente para instalaciones universitarias, incluso si están ubicadas dentro de la ciudad. Un ejemplo sería la Universidad de Mannheim, cuyo campus se extiende sobre el Palacio de Mannheim y las inmediaciones. En Bonn, la Rheinische Friedrich-Wilhelms-Universität tiene un campus en Poppelsdorf. También en Alemania, probablemente para exagerar su propia importancia, al igual que en los EE. UU., hay indicios de una extensión del término a edificios de otras instituciones conectados espacialmente, por ejemplo, hospitales. En Kiel, el sitio de la clínica universitaria también se llama Campus Kiel, para distinguirlo de la segunda ubicación Lübeck.
En particular, un complejo de edificios moderno y suelto se denomina campus, que está especialmente diseñado para la enseñanza y la investigación. Un ejemplo es el campus de la Universidad de Viena en el sitio del Antiguo Hospital General cerca de Ringstrasse. Aunque solo incluye una pequeña parte de la Universidad de Viena, alberga más de 15 departamentos que anteriormente estaban repartidos por la ciudad y varios bares orientados a los estudiantes. Del mismo modo, el Techno-Z Salzburg para la investigación privada, así como el campus de la Universidad de Salzburgo, o el Centro Universitario Rottenmann como una rama de dos universidades en una región de investigación especializada. También se promueve en materia de urbanismo y arquitectura (Competence Center) el estrecho trabajo en red de universidades y empresas, algunas especializadas en investigación y desarrollo y otras spin-off privadas directas de las universidades. Ejemplos de campus que han surgido recientemente son el campus de Krems y el campus de Tulln.
Si la infraestructura funcional se mapea en los sistemas web, esto se denomina e-campus en sentido figurado.

## Elementos de diseño de un campus universitario moderno
El campus goza de un arraigado prestigio como lugar de enseñanza, aprendizaje y crianza. El campus evoca cuadrángulos enclaustrados, soleados prados y bibliotecas con paneles de madera, y es una palabra cargada visceralmente de siglos de tradición académica. Y, sin embargo, es también un lugar de ciencia de punta, vitalidad y energía. Es esta doble naturaleza, esta adhesión simultánea a la tradición y la innovación, lo que hace que el entorno físico de la universidad sea un ámbito tan evocador, duradero y dinámico. Sin embargo, también significa que el campus del siglo XXI es un paisaje difícil y exigente de diseñar y gestionar con éxito.
Existen una serie de conceptois y enfoques significativos, extendidos y sugerentes que configuran la planificación y la arquitectura de las instituciones de educación superior modernas en todo el mundo. A continuación se identifican los patrones actuales y estrategias convenientes de adoptar, como los edificios centrales, las ampliaciones a gran escala, la reutilización adaptativa y los edificios innovadores.

### Adoptar estrategias de planificación urbana
Diseñar un campus universitario es como planificar una miniciudad. Por ello se debe imaginar la escala del proyecto para un ámbito público urbano y diseñar sobre un eje. Al tratarse de uno de los bienes más preciados de la sociedad, su planificación también debe ajustarse al ritmo de las inversiones en instalaciones y a la incertidumbre de las fuentes de financiación, de modo que el diseño sea flexible y esté en consonancia con futuros desarrollos.

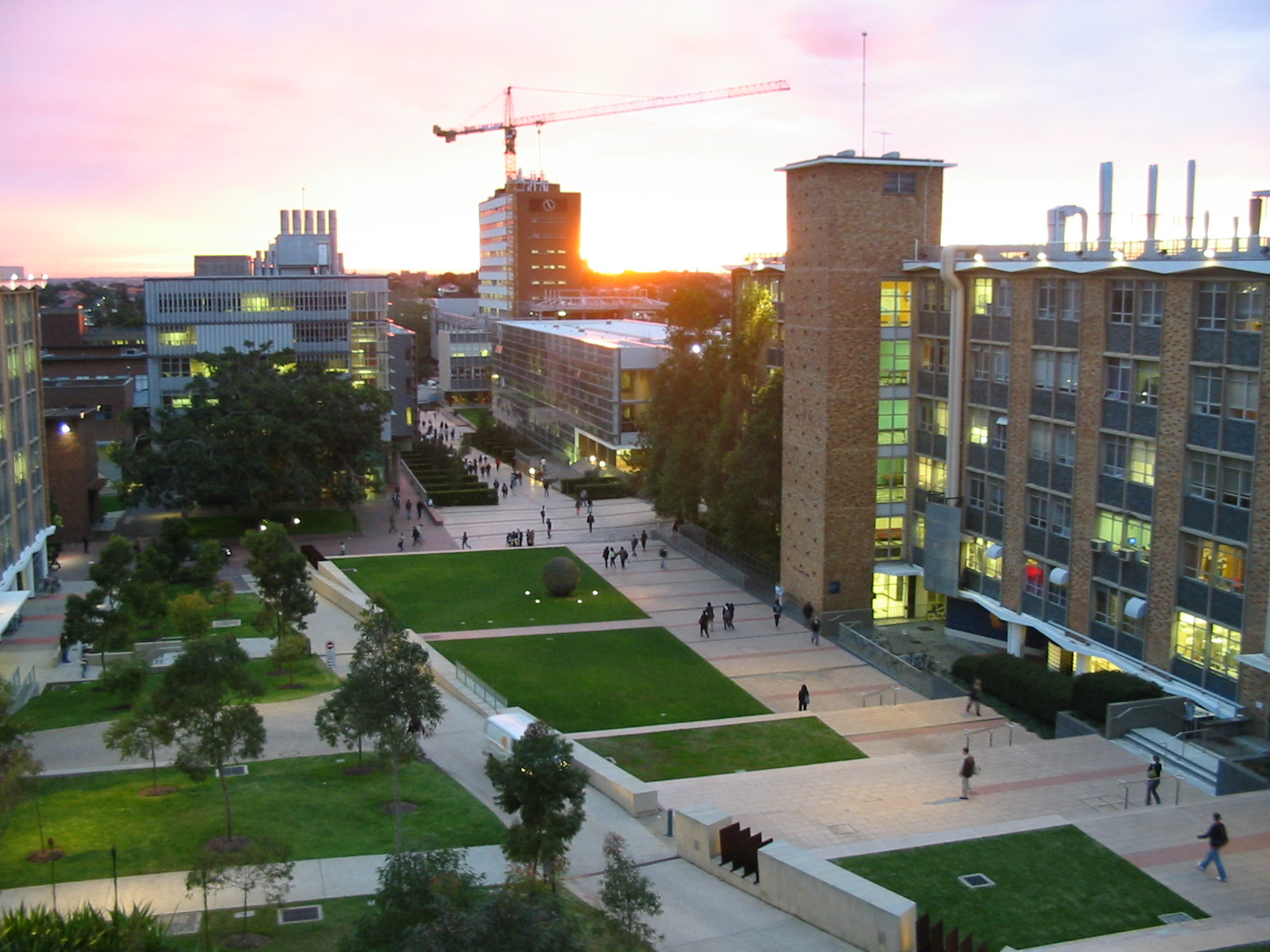
Campus de la Universidad de Nueva Gales del Sur, en la ciudad de Sidney, Australia.

En un suburbio bajo y denso, hay cuarenta y cuatro edificios que siguen un diseño de espacio abierto en la Universidad de Nueva Gales del Sur (Sídney, Australia).  El campus, apto para peatones, está planificado axialmente, dirigiendo el movimiento y dando sensación de orden y circulación. También da cabida a actividades sociales y de transición en sus jardines abiertos.

### Expresar una identidad
Para los recién llegados es fácil perderse en el laberinto de edificios y caminos de un campus universitario. Un foco ayuda a dominar visualmente un espacio actuando como punto de referencia para ayudar a la gente a orientarse. Este foco también tiene un significado cultural y social y puede ser un centro de actividades recreativas. Es una parte integral del diseño que atrae las miradas hacia él.
En el Simpson College de Indianola (Iowa), la plaza peatonal manifiesta la historia de la hoja de arce del instituto. El elemento escultórico central tiene paneles de acero corten a la intemperie con figuras de "arce susurrante" y una zona baja para sentarse. Unos sutiles LED que cambian de color modifican las tonalidades de la escultura por la noche. Son hitos que guían el cruce de la plaza central y crean su identidad única.

### Ensayar la disposición de partes y utilizar diversas escalas
Desde los grandes cuadrángulos hasta los pequeños espacios de conexión, como los pasillos, el campus debe cumplir múltiples funciones a distintas escalas. Los arquitectos deben descifrar la correlación entre actividades para que el diseño fomente su interrelación. Ello permite integrar sin fisuras las instalaciones centrales, como los sitios del entorno social y cultural, con los bloques académicos (laboratorios de investigación, aulas, estudios, etc.).
Como se observa en los planes maestros del campus de la Universidad de Washington, el diseño facilita una experiencia que integra a todas las partes interesadas: la administración, el mundo académico y la industria. Con bloques divisorios y múltiples lugares de interacción social, el campus propicia el aprendizaje serendípico.
En la concepción urbanística se busca crear sitios destacados que provean y atiendan una diversidad de necesidades, tales como:
- promuevan un sentido de confort
- alimentan y definen un sentido de comunidad
- promueven la salud
- facilitan las interacciones sociales
- contribuyen a la economía local
- posean fácil accesibilidad y circulación

### Desarrollo del Repositorio Digital

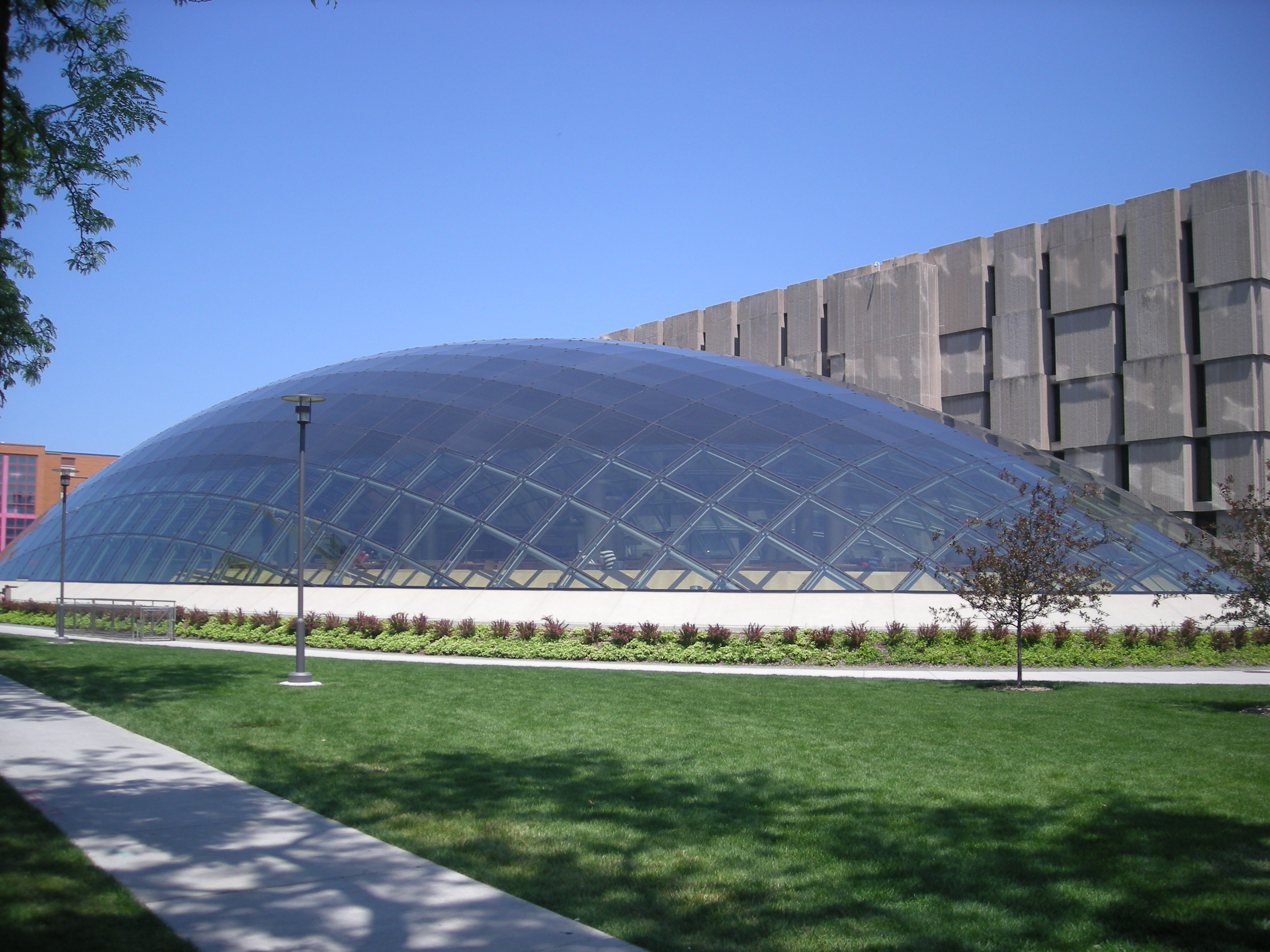
Biblioteca Joe y Rika Mansueto del campus de la Universidad de Chicago.

La digitalización progresiva del siglo XXI ha reducido las visitas a los tradicionales santuarios silenciosos de pergaminos de papel. Pero el entorno de calidad que ofrece una biblioteca sigue siendo popular entre los estudiantes de enseñanza superior. Así pues, no es necesario un repositorio de libros de papel, sino espacios multifuncionales contemporáneos que fomenten el aprendizaje aprovechando las innovaciones tecnológicas de la época.
Por ejemplo la Biblioteca Joe y Rika Mansueto del campus de la Universidad de Chicago es el epítome de un rincón de lectura de vanguardia. Al trasladar el almacén de libros al subsuelo e incorporar un sistema automatizado de recuperación, los diseñadores han aprovechado el potencial de la iluminación natural a través de la cúpula de cristal transparente. Esto ha aumentado la productividad y ha permitido que prospere la sostenibilidad.

### Impulsar la creatividad con espacios de incubación
Con la cultura de las start-ups en auge, se necesitan espacios dedicados que susciten debates donde los estudiantes puedan experimentar, fracasar y volver a empezar. Estos espacios ayudan a forjar conexiones del mundo académico con la industria. En el avanzado entorno tecnológico, es responsabilidad del arquitecto crear un entorno que promueva un ambiente de aprendizaje flexible y fomente el espíritu emprendedor.

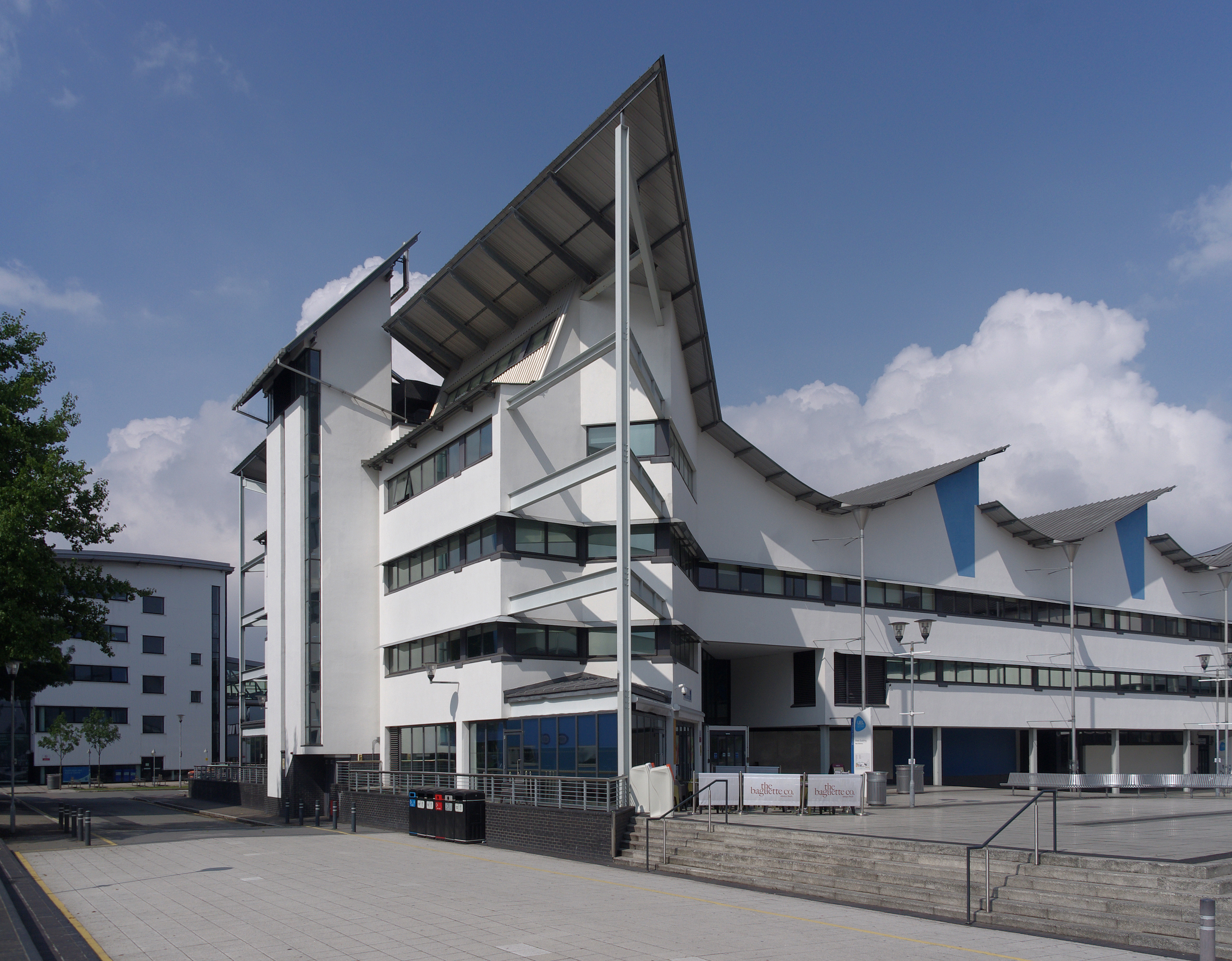
Campus de la Universidad de East London.

En la Universidad de East London, Knowledge Dock atiende a las necesidades de cada usuario con un entorno de trabajo fluido. La coexistencia de espacios activos y de concentración en capas, como se ve en su planta, junto con zonas de colaboración adaptables, pantallas móviles escribibles y gráficos atrevidos, lo convierten en un bullicioso centro de electricidad e innovación.

### La experiencia de la vida en el Campus

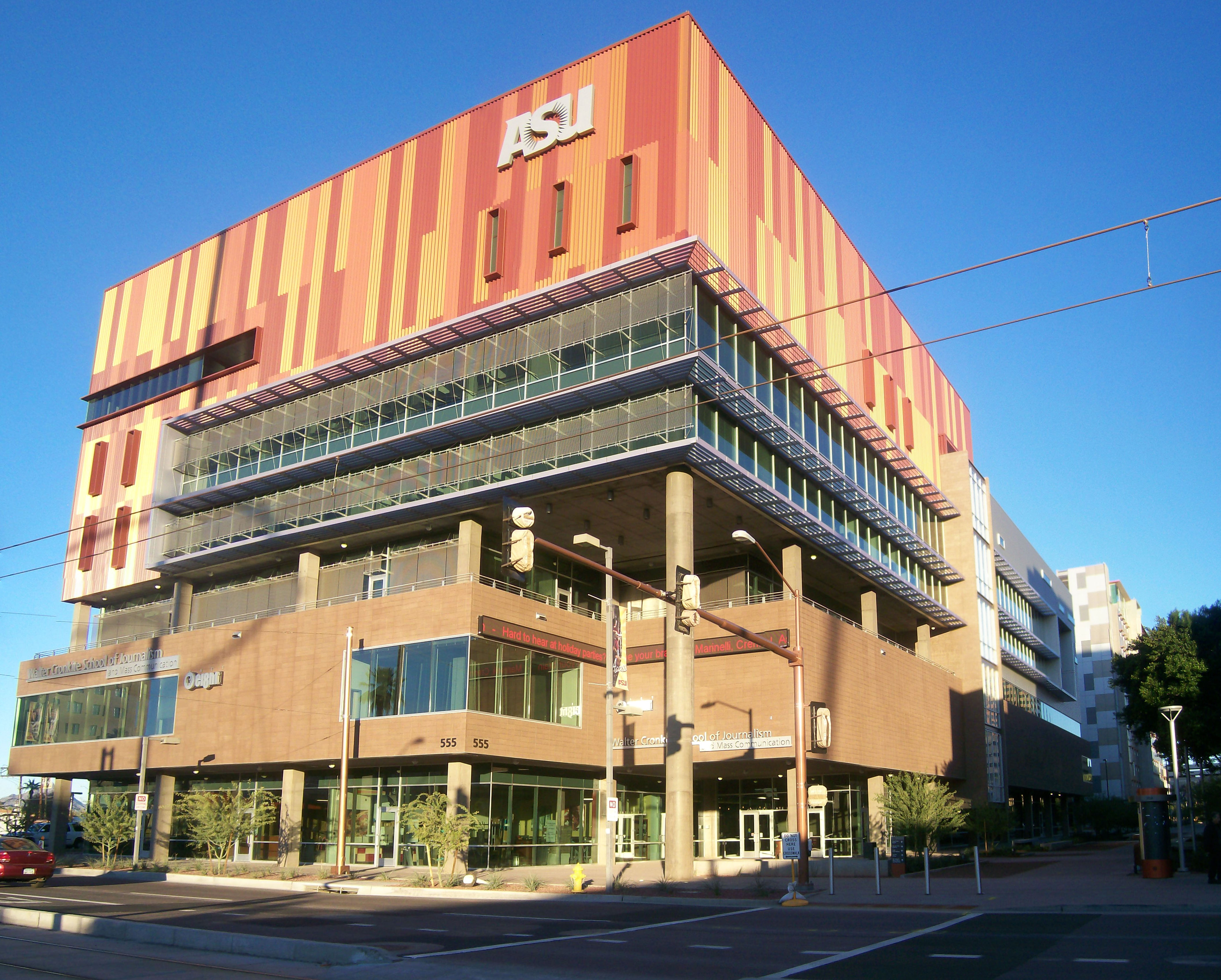
Escuela de Periodismo Walter Cronkite, Campus Downtown Phoenix.

La residencia en el campus es una parte integral de la experiencia universitaria para los estudiantes. El diseño debe satisfacer todas las necesidades de alojamiento tanto de los estudiantes como de los profesores. Estos espacios residenciales deben adaptarse al ajetreado estilo de vida de los estudiantes contemporáneos y ofrecer todas las comodidades necesarias.
Las instalaciones residenciales de Phoenix para estudiantes de la Universidad Estatal de Arizona son un ejemplo de planificación de primera clase. Se ha puesto especial cuidado en moldear espacios como los comedores con mobiliario móvil y paredes para proyección de vídeo, de modo que los estudiantes puedan aprender y crear en las comodidades de sus residencias, independientemente de la hora del día. La residencia permite que los estudiantes sean vistos, pero les ofrece intimidad.

### La necesidad de un entorno en armonía con la naturaleza
Estudios científicos han demostrado el efecto terapéutico de la biodiversidad en mentes estresadas. Por tanto, cuidar el paisaje del campus es esencial porque ofrece una sensación de tranquilidad a los estudiantes que se afanan con múltiples plazos. Un césped verde y exuberante es siempre una visión bienvenida para las personas de cualquier edad. Salpicados de plantas, estos espacios generan una mentalidad saludable para toda la comunidad.
El Espace Bienvenüe del campus de la Cité Descartes de París es un proyecto innovador centrado en la ecología. En contraste con el terreno llano, los jardines ondulados de 200 metros de largo construidos sobre una estructura de hormigón ofrecen exuberantes vistas panorámicas. Aportan aire fresco al denso complejo, reforzando así un espíritu de relajación y paz.

### Diseño holístico
El campus debe estar libre de barreras. El diseñador debe asegurarse de que todas las zonas, ya sean recreativas o institucionales, y todas las rutas peatonales sigan unas directrices de diseño inclusivo. Todos los caminos pavimentados deben tener demarcaciones de bordes contrastados, provisión de pasamanos y rebajes en los bordillos. En los espacios públicos debe haber aseos separados para discapacitados.
La Universidad de Texas en Arlington ha sido pionera en la construcción de un campus accesible. Han sustituido todos los pomos de las puertas por palancas en toda la universidad. Con la creación de un Centro de Recursos Adaptativos, la UTA ha enviado al mundo entero el mensaje de que la arquitectura integradora no consiste en instalar rampas en el diseño.

### Foco en el deporte y la salud
La planificación de campos deportivos, gimnasios e incluso balnearios rejuvenecedores es de inmensa importancia para la Universidad. Deben seguir las normas y directrices olímpicas. Los centros de salud también deben planificarse meticulosamente. Este edificio debe ser accesible para todos en todo momento.
El dinámico diseño del gimnasio de la Universidad de Ciencia y Tecnología de Shanghai se sitúa en el punto de partida de los barrios residenciales para profesores y estudiantes. Es un hito dominante cuya escala y paisaje armonizan con el entorno de altísimos edificios de dormitorios y fomentan el fervor deportivo entre los residentes.

## Concepción del campus corporativo
La expresión "campus corporativo" se refiere a la conjunción de la industria y el mundo académico inicialmente llevada a cabo en los suburbios edénicos de los Estados Unidos de la posguerra.
La fundación del Instituto de Tecnología de Illinois en 1940 y su posterior anexión a un barrio pobre de Chicago bajo la supervisión arquitectónica de Mies van der Rohe dieron a este complejo una expresión arquitectónica distintiva. Las unidades modulares de alta tecnología se distribuyeron por zonas verdes en una versión actualizada de la universidad jeffersoniana, una disposición que teóricamente permitía un rápido crecimiento y reconfiguración, condiciones ideales para una visión del mundo estadounidense que ya no estaba limitada por el océano, sino abierta a una nueva era de expansión internacional. La propia arquitectura hablaba de esta preparación para la acción en su desmontabilidad retórica, su apariencia de kit de piezas (bellamente dispuestas).
Terminada en 1957, la sede central de Connecticut General Life Insurance de SOM es sorprendentemente diferente e impecablemente moderna. Consta de un edificio administrativo central rodeado por un comedor y un ala ejecutiva, todo ello rodeado por un mar verde, un efecto pastoral algo estropeado por los grandes aparcamientos necesarios debido a su aislamiento. Sin embargo, cuando los directivos se dieron cuenta de que, en contra de sus reticencias iniciales, la deslocalización reducía la rotación de personal, se multiplicaron las imitaciones. El hecho de que eliminara sus propios desplazamientos al trabajo también pudo resultar atractivo: William H. Whyte descubrió que de las 34 empresas que estudió, 31 se habían trasladado más cerca de los hogares de sus directores ejecutivos.
Este éxito reforzó la ideología del campus de una comunidad ideal casi feudal apartada de la corrupción de la ciudad, donde los adinerados desproletarizados podían retozar en el "capitalismo pastoral", según la expresión de Louise Mozingo. Si el aumento de la retención del personal se debió realmente a una mayor satisfacción o a que a los empleados reubicados les resultaba más difícil cambiar de trabajo una vez atrapados en los suburbios -convirtiéndose en siervos corporativos, en otras palabras- es una cuestión para la especulación.
El modelo de Silicon Valley del siglo XXI, con instalaciones deportivas y recreativas, cafeterías gratuitas, asistencia sanitaria y autobuses de cercanías, así como vestimenta informal institucionalizada y horarios de trabajo flexibles, parece ser un lugar de trabajo igualitario ideal. De hecho, un estudio identificó "tener un campus corporativo" como un factor crítico para atraer y retener al personal.
La cultura comprimida del campus puede promover la idea de que el trabajo es divertido, palacios de informalidad para albergar a trabajadores impulsados por la creencia en una utopía impulsada por la tecnología. Pero la realidad puede seguir siendo estar sentado durante largas horas frente a la pantalla de un ordenador.
Los campus también pueden ser utopías exclusivas con interacciones limitadas con su entorno. Los autobuses privados que trasladan a los empleados al campus de Google han sido fuente de resentimiento comunitario y conflicto social.